# Сосицький Юзеф Володимирович
Юзеф Володимирович Сосицький (нар. 15 жовтня 1909, Княжник, Волинське воєводство, Австро-Угорщина — пом. 5 червня 1990, Одеса, УРСР) — радянський футболіст, виступав на позиції нападника.

## Життєпис
Народився у Волинському воєводстві, проте футболом розпочав займатися в Одесі. У 1935 році виступав за аматорський колектив «Динамо» (Ясинувата). Наступного року перейшов в одеське «Динамо» (Од), у футболці якого дебютував 25 травня 1936 року в програному (0!6) домашньому поєдинку 1-о туру Групи «В» весняного чемпіонату СРСР проти харківського «Спартака». Юзеф вийшов на поле в стартовому складі та відіграв увесь матч. Дебютним голом у складі «динамівців» відзначився 5 вересня 1936 року на 70-й хвилині переможного (3:0) домашнього поєдинку осінньому чемпіонаті СРСР Групи «В» проти харківського «Динамо». Сосицький вийшов на поле в стартовому складі та відіграв увесь матч. Дебютував у вищому дивізіоні радянського футболу 12 травня 1938 року в нічийному (1:1) виїзному поєдинку 1-о туру проти ленінградського «Динамо». Юзеф вийшов на поле в стартовому складі та відіграв увесь матч. Єдиним голом у вищому дивізіоні радянського чемпіонату відзначився 13 вересня 1938 року на 65-й хвилині переможного (4:1) виїзного поєдинку 17-о туру проти московських «Крил Рад». Сосицький вийшов на поле в стартовому складі та відіграв увесь матч. 
У 1939 року перейшов до миколаївського «Суднобудівника» з Групи «Б» (22 матчі, 10 голів). Наступного року виступав за одеський «Харчовик» (15 матчів, 1 гол) та харківському «Сільмаші» (5 матчів, 2 гол). Під час німецько-радянської війни був в евакуації, у 1942 році захишав кольори алматинського «Динамо». У 1946 році знову виступав за «Харчовик», зіграв 14 матчів у чемпіонаті СРСР, після чого завершив кар'єру гравця. З вересня 1946 по лютий 1949 року працював адміністратором команди. 
Помер 5 червня 1990 року в Одесі.

## Досягнення
«Динамо» (Одеса)
- Група «В» чемпіонату СРСР
  -  Чемпіон (1): 1937
  -  Бронзовий призер (1): 1936 (в)